# Danh sách giáo phái của Kitô giáo theo số lượng giáo dân
Dưới đây là danh sách các giáo phái của Kitô giáo xếp theo số lượng tín hữu. Theo sách "Status of Global Mission, 2008" của Trường thần học Gordon-Conwell (có trụ sở tại South Hamilton, Hoa Kỳ) thì số lượng giáo phái của Kitô giáo hiện vào khoảng 39.000.
|                                 |                                  |                                  |                                  |                                  |                                  |                                  |                                  |                                  |                                  |
|                                 |                                  |                                  |                                  |                                  |                                  |                                  | Anh giáo                         | Anh giáo                         | Anh Quốc, Mỹ Ănglê               |
| Cải cách Kháng nghị (thế kỷ 16) |                                  |                                  |                                  |                                  |                                  |                                  |                                  |                                  |                                  |
|                                 |                                  |                                  |                                  |                                  |                                  | Tin Lành                         | Tin Lành                         | Tin Lành                         | Bắc Âu, Tây Âu, Bắc Mỹ           |
|                                 |                                  |                                  |                                  |                                  |                                  |                                  |                                  |                                  |                                  |
|                                 |                                  |                                  | Công giáo Rôma                   | Công giáo Rôma                   | Công giáo Rôma                   | Công giáo Rôma                   | Công giáo Rôma                   | Công giáo Latinh                 | Nam Âu, Tây Âu, Mỹ Latinh        |
|                                 |                                  |                                  |                                  |                                  | hiệp thông                       |                                  |                                  |                                  |                                  |
| Kitô giáo sơ khởi               | Kitô giáo sơ khởi                | Kitô giáo sơ khởi                | Ly giáo Đông-Tây (1054)          | Ly giáo Đông-Tây (1054)          |                                  |                                  |                                  | Công giáo Đông phương            | Trung Đông, Đông Âu              |
| Công đồng Ephesus (431)         |                                  | Công đồng Chalcedon (451)        |                                  |                                  |                                  |                                  |                                  |                                  |                                  |
|                                 |                                  |                                  | Chính thống giáo Đông phương     | Chính thống giáo Đông phương     | Chính thống giáo Đông phương     | Chính thống giáo Đông phương     | Chính thống giáo Đông phương     | Chính thống giáo Đông phương     | Đông Âu, Cận Đông, Gruzia, Nga   |
|                                 |                                  |                                  |                                  |                                  |                                  |                                  |                                  |                                  |                                  |
|                                 |                                  | Chính thống giáo Cựu Đông phương | Chính thống giáo Cựu Đông phương | Chính thống giáo Cựu Đông phương | Chính thống giáo Cựu Đông phương | Chính thống giáo Cựu Đông phương | Chính thống giáo Cựu Đông phương | Chính thống giáo Cựu Đông phương | Armenia, Syria, Ai Cập, Ethiopia |
|                                 |                                  |                                  |                                  |                                  |                                  |                                  |                                  |                                  |                                  |
|                                 | Cảnh giáo (Giáo hội Phương Đông) | Cảnh giáo (Giáo hội Phương Đông) | Cảnh giáo (Giáo hội Phương Đông) | Cảnh giáo (Giáo hội Phương Đông) | Cảnh giáo (Giáo hội Phương Đông) | Cảnh giáo (Giáo hội Phương Đông) | Cảnh giáo (Giáo hội Phương Đông) | Cảnh giáo (Giáo hội Phương Đông) | Lưỡng Hà, Ba Tư                  |

## Công giáo- 1,2 tỷ
- Giáo hội Công giáo Rôma - 1,131 tỷ[1]
  - Nghi lễ Latinh - 1.109,5 triệu
  - Nghi lễ Đông phương - 21,5 triệu
    - Nghi lễ Alexandria
      - Giáo hội Công giáo Coptic - 0,7 triệu
      - Giáo hội Công giáo Ethiopia - 0,6 triệu

    - Nghi lễ Antiochia (Tây Syria)
      - Giáo hội Công giáo Maronite - 11,5 triệu (1,2 triệu ở Liban, 10,3 triệu ở nước ngoài)
      - Giáo hội Công giáo Syro-Malankara - 1,2 triệu
      - Giáo hội Công giáo Syria - 0,75 triệu

    - Nghi lễ Armenia
      - Giáo hội Công giáo Armenia - 0,4 triệu

    - Nghi lễ Chaldea (Đông Syria)
      - Giáo hội Công giáo Syro-Malabar - 3,67 triệu
      - Giáo hội Công giáo Chaldea - 1,4 triệu

    - Nghi lễ Byzantine (Hy Lạp)
      - Giáo hội Công giáo Hy Lạp Ukrainia - 3,8 triệu
      - Giáo hội Công giáo Hy Lạp Melkite - 1,75 triệu (0,74 triệu ở Trung Đông, 1,01 triệu ở nước ngoài)
      - Giáo hội Romania hiệp thông với Rôma, Công giáo Hy Lạp - 0,74 triệu
      - Giáo hội Công giáo Hy Lạp Hungary - 0.5 triệu
      - Giáo hội Công giáo Ruthenian - 0.32 triệu (chủ yếu ở Bắc Mĩ)
      - Giáo hội Công giáo Hy Lạp Belarus - 0.3 triệu
      - Giáo hội Công giáo Bulgaria - 0.3 triệu
      - Giáo hội Công giáo Hy Lạp Slovak - 0.21 triệu
      - Giáo hội Công giáo Hy Lạp Croatia - 0.2 triệu
      - Giáo hội Công giáo Italo-Albanian - 0.06 triệu
      - Giáo hội Công giáo Byzantine Albania - 0.03 triệu
      - Giáo hội Công giáo Byzantine Hy Lạp - 0.02 triệu
      - Giáo hội Công giáo Hy Lạp Macedonia - 0.02 triệu
      - Giáo hội Công giáo Byzantine Nga - 0.02 triệu
- Các Giáo hội Công giáo ly khai - 25 triệu
  - Giáo hội Công giáo Tông truyền (Philippines)
  - Giáo hội Độc lập Philippines - 6 triệu
  - Hội Công giáo Yêu nước Trung Quốc - 5 triệu
  - Giáo hội Tông truyền Công giáo Brazil - 5 triệu
  - Giáo hội Công giáo Cổ - 0,6 triệu
  - Huynh đoàn thánh Pius X - 0,5 triệu

## Tin Lành- 699 triệu[2]
- Kháng Cách truyền thống - 330 triệu
  - Báp-tít - 105 triệu [3]
    - Liên hữu Báp-tít Nam phương - 16,30 triệu[4]

  - Giám Lý - 75 triệu
    - Giáo hội Giám Lý hợp nhất - 12,0 triệu
    - Giáo hội Giám nhiệm Giám Lý Phi châu - 5,0 triệu
    - Giáo hội Nazarene - 1,7 triệu

  - Giáo hội Cải cách - 75 triệu
    - Thần học Calvin
      - Giáo hội Cải cách Thụy Sĩ - 2,4 triệu
      - Giáo hội Cải cách Hà Lan - 2,3 triệu

    - Giáo hội Trưởng Lão
      - Giáo hội Trưởng Lão Hoa Kỳ - 3,0 triệu

    - Tự trị Giáo đoàn
      - United Church of Christ - 1,2 triệu

  - Giáo hội Luther - 87 triệu[5]
    - Giáo hội Tin Lành Đức - 26,9 triệu[6]
    - Giáo hội Thụy Điển - 6,9 triệu
    - Giáo hội Tin Lành Luther Hoa Kỳ - 4,8 triệu
    - Giáo hội Đan Mạch - 4,5 triệu
    - Giáo hội Tin Lành Mekane Yesus Ethiopia - 4,5 triệu
    - Giáo hội Tin Lành Luther Phần Lan - 4,3 triệu[7]
    - Giáo hội Na Uy - 3,9 triệu
    - Giáo hội Tin Lành Batak - 3,8 triệu
    - Giáo hội Tin Lành Luther Tanzania - 3,5 triệu
    - Giáo hội Luther Malagasy - 3,0 triệu

  - Anabaptist - 4,5 triệu
    - Mennonite - 1,3 triệu
    - Brethren in Christ - 0.4 triệu
    - Amish - 0,2 triệu
    - Hutterite - 0,2 triệu
    - Church of the Brethren - 0.13 triệu
    - Open Brethren - 1.85 million[8]

  - Quakers - 0.4 triệu
- Kháng Cách hiện đại - 190 triệu
  - Phong trào Ngũ Tuần - 129 triệu
    - Hội chúng của Đức Chúa trời - 54,7 triệu [9]
    - New Apostolic Church - 11 triệu
    - International Circle of Faith - 10.9 triệu [10]
    - Church of God (Cleveland) - 9 triệu
    - Church of God in Christ - 5.49 triệu
    - International Church of the Foursquare Gospel - 8 triệu
    - The Pentecostal Mission - 6.7 triệu
    - Apostolic Church - 6 triệu
    - Christian Congregation of Brazil - 2.5 triệu
    - Church of the Lord (Aladura) - 2.5 triệu
    - Zion Christian Church - 2.5 triệu
    - Free Apostolic Church of Pentecost - 0.02 triệu

  - Tin Lành Liên phái - 40 triệu
    - Calvary Chapel - 25 triệu
    - The Vineyard - 15 triệu

  - Cơ Đốc Phục lâm - 15 triệu
  - Restoration Movement - 6 triệu
    - Churches of Christ - 5 triệu
    - Christian Church (Disciples of Christ) - 0.75 triệu
    - Independent Christian Churches/Churches of Christ - 0.06 triệu

## Chính Thống giáo Đông phương- 260 triệu
- Giáo hội độc lập
  - Giáo hội Chính Thống giáo Nga - 125 triệu
  - Giáo hội Chính Thống giáo Romania - 18,8 triệu
  - Giáo hội Chính Thống giáo Serbia - 15 triệu
  - Giáo hội Chính Thống giáo Hy Lạp - 11 triệu
  - Giáo hội Chính Thống giáo Bulgari - 8,8 triệu
  - Giáo hội Chính Thống giáo Grudia - 5,0 triệu
  - Giáo hội Chính Thống giáo Hy Lạp Constantinopolis - 3,5 triệu
  - Giáo hội Chính Thống giáo Hy Lạp Antioch - 2,5 triệu
  - Giáo hội Chính Thống giáo Hy Lạp Alexandria - 1,65 triệu
  - Giáo hội Chính Thống giáo Hoa Kỳ - 1,2 triệu
  - Giáo hội Chính Thống giáo Ba Lan - 1 triệu
  - Giáo hội Chính Thống giáo Albania - 0,8 triệu
  - Giáo hội Chính Thống giáo Cypriot - 0,55
  - Giáo hội Chính Thống giáo Hy Lạp Jerusalem - 0,36 triệu
  - Giáo hội Chính Thống giáo Séc và Slovakia - 0,074 triệu
- Giáo hội tự trị
  - Giáo hội Chính Thống giáo Ukraina - 10,8 triệu[11]
  - Giáo hội Chính Thống giáo Moldova - 2,58 triệu
  - Giáo hội Chính Thống giáo Nga ở nước ngoài - 1,25 triệu
  - Old Calendar Romanian Orthodox Church - 0.75 triệu
  - Tổng giáo hội Bessarabia - 0,62 triệu
  - Old Calendar Bulgarian Orthodox Church - 0.45 triệu
  - Orthodox Ohrid Archbishopric- 0.34 triệu
  - Metropolis of Western Europe - 0.15 triệu
  - Giáo hội Chính Thống giáo Phần Lan - 0,08 triệu
  - Giáo hội Chính Thống giáo Trung Quốc - 0,03 triệu
  - Giáo hội Chính Thống giáo Estonia - 0,03 triệu
  - Giáo hội Chính Thống giáo Nhật Bản - 0,02 triệu
  - Giáo hội Chính Thống giáo Latvia - 0,02 triệu
  - Nhà thờ Chính thống giáo núi Sinai- 350 người
- Churches in resistance
  - Not universally recognized churches
    - Ukrainian Orthodox Church (Kyiv Patriarchate) - 5.3 triệu  Lưu trữ ngày 4 tháng 3 năm 2012 tại Wayback Machine
    - Belarusian Autocephalous Orthodox Church - 2.4 triệu
    - Macedonian Orthodox Church - 2 triệu
    - Orthodox Church of Greece (Holy Synod in Resistance)- 0.75 triệu
    - Croatian Orthodox Church - 0.36 triệu
    - Montenegrin Orthodox Church - 0.05 triệu
    - Orthodox Church in Italy - 0.12 triệu
    - Karamanli Turkish Orthodox Church - 200 người

  - Churches which opted out
    - Ukrainian Autocephalous Orthodox Church - 5,65 triệu
    - Old Believers - 1,8 triệu
    - Church of the Genuine Orthodox Christians of Greece - 0,86 triệu
    - Russian True Orthodox Church - 0,85 triệu
    - Autonomous Ukrainian Orthodox Church in America - 0,45 triệu

  - Of Eastern Orthodoxy origin but not recognized by any of the Eastern Orthodox Churches
    - Western Orthodox Church of America - 0,05 triệu
    - Church of Kristenis & Katholism (K&K) - 0,02 triệu

## Chính Thống giáo Cổ Đông phương- 81 triệu
- Giáo hội độc lập trong hiệp thông
  - Coptic Orthodox Church of Alexandria - 16 triệu (of which 12.0 million in Egypt and Africa and 4.0 million ex-patriates mainly in Europe, North America and Australia)
  - Syriac Orthodox Church of Antioch - 1,8 triệu (1,2 triệu ở Syria, Liban và Irắc và 0.6 triệu ex-patraites chủ yếu ở Thụy Điển, Đức, Bắc Mĩ và Úc)
  - Armenian Orthodox Church - 5 triệu (3.5 million in Armenia and 1.5 million ex-patriates)
  - Armenian Orthodox Church of Cilicia - 1,66 triệu (0.46 million in Liban and 1.2 million ex-patriates in North and South America and Australia)
  - Giáo hội Chính thống Ấn Độ - 2,5 triệu (trong đó có 0,40 triệu tại Bắc MĨ, châu Âu và Úc) (Autocephelacy not recgognized by the Syriac Orthodox Church of Antioch
  - Ethiopian Orthodox Tewahedo Church - 45 triệu (42.0 million in Ethiopia and 3.0 triệu ex-patriates mainly in Europe and North America)
  - Eritrean Orthodox Tewahdo Church - 2,5 triệu
- Giáo hội tự trị trong hiệp thông
  - British Orthodox Church - 0,01 triệu (chủ yếu tại Vương quốc Anh)
  - French Coptic Orthodox Church - 0,012 triệu (chủ yếu ở Pháp, một số ở Bỉ và Hà Lan)
  - Jacobite Syrian Orthodox Church - 2,5 triệu
  - Armenian Orthodox church of Jerusalem - 0,34 triệu (0.29 million in Israel, Palestine and Jordan and 0.05 million ex-patriates)
  - Armenian Orthodox Church of Constantinopolis - 0,42 triệu (0,32 ở Thổ Nhĩ Kỳ và 0,10 triệu ex-patriates chủ yếu tại châu Âu)
- Chính thống giáo Cổ Đông phương nhưng không hiệp thông với các giáo hội còn lại
  - Mar Thoma Syrian Church - 1,1 triệu
  - Malabar Independent Syrian Church - 0,04 triệu

## Anh giáo- 77 triệu
- Hiệp thông Anh giáo - 75,5 triệu
  - Giáo hội Nigeria - 18 triệu
  - Giáo hội Anh - 17 triệu
  - Giáo hội Uganda - 8,8 triệu
  - Giáo hội Nam Ấn Độ - 3,8 triệu
  - Giáo hội Anh giáo Tanzania - 2,5 triệu
  - Giáo hội Anh giáo Nam Phi - 2,4 triệu
  - Giáo hội Giám nhiệm Hoa Kỳ - 2,15 triệu
  - Giáo hội Anh giáo Canada - 2,0 triệu
- Continuing Anglican Movement and independent Anglican churches - 1,5 triệu
  - Traditional Anglican Communion - 0,4 triệu
  - Church of England in South Africa - 0,1 triệu

## Cảnh giáo- 0,6 triệu
- Giáo hội Phương Đông Assyria - 0,5 triệu
- Giáo hội Phương Đông Thủ cựu - 0,1 triệu

## Giáo thuyết phi Ba Ngôi- 36 triệu
- Nhân Chứng Giê-hô-va - 17,67 triệu[12]
- Phong trào Các Thánh hữu Ngày sau của Chúa Giêsu Kitô - 13,4 triệu
  - Giáo hội Các Thánh hữu Ngày sau của Chúa Giêsu Kitô - 13,2 triệu[13][14]
  - Community of Christ - 0.2 triệu
- Iglesia ni Cristo - 1,68 triệu[15]
- Christadelphians - 0,50 triệu
- Ngũ Tuần nhất vị - 4,10 triệu